# Rildo (calciatore 2000)
Rildo Gonçalves de Amorim Filho, meglio noto come Rildo (Rondonópolis, 21 gennaio 2000), è un calciatore brasiliano, centrocampista del Levski Sofia in prestito dal Santa Clara.

## Carriera
Cresciuto nel settore giovanile del Grêmio, ha esordito in prima squadra il 29 luglio 2020, in occasione dell'incontro del Campionato Gaúcho pareggiato 0-0 contro il Novo Hamburgo. L'11 agosto successivo ha debuttato anche nel Brasileirão, disputando la partita vinta per 2-0 in trasferta contro il Bahia. Sei giorni dopo ha fatto il suo esordio in una competizione continentale, giocando l'incontro di Coppa Libertadores perso per 2-0 in casa dell'Universidad Católica.
Dopo aver giocato in prestito in Série B con le maglie di Brasil de Pelotas e Bahia, il 9 agosto 2022 è stato acquistato a titolo definitivo dal Santa Clara. Il 14 agosto ha esordito in Primeira Liga, nella sconfitta per 2-1 sul campo del Boavista, partita nella quale ha anche segnato il suo primo gol in campionato.

## Statistiche

### Presenze e reti nei club
Statistiche aggiornate al 4 settembre 2022.
| Stagione        | Squadra           | Campionato      | Campionato | Campionato | Coppe nazionali | Coppe nazionali | Coppe nazionali | Coppe continentali | Coppe continentali | Coppe continentali | Altre coppe | Altre coppe | Altre coppe | Totale | Totale |
| Stagione        | Squadra           | Comp            | Pres       | Reti       | Comp            | Pres            | Reti            | Comp               | Pres               | Reti               | Comp        | Pres        | Reti        | Pres   | Reti   |
| --------------- | ----------------- | --------------- | ---------- | ---------- | --------------- | --------------- | --------------- | ------------------ | ------------------ | ------------------ | ----------- | ----------- | ----------- | ------ | ------ |
| 2020            | Grêmio            | PD/RS+A         | 1+2        | 0          | CB              | 0               | 0               | CL                 | 1                  | 0                  |             | -           | -           | 4      | 0      |
| gen.-ago. 2021  | Grêmio            | PD/RS+A         | 0          | 0          | CB              | 0               | 0               | CL+CS              | 0+1                | 0                  |             | -           | -           | 1      | 0      |
| ago.-nov. 2021  | Brasil de Pelotas | B               | 18         | 1          |                 | -               | -               |                    | -                  | -                  |             | -           | -           | 18     | 1      |
| gen.-apr. 2022  | Grêmio            | PD/RS           | 11         | 1          | CB              | 1               | 0               |                    | -                  | -                  |             | -           | -           | 12     | 1      |
| apr.-lug. 2022  | Bahia             | B               | 15         | 2          | CB              | 0               | 0               |                    | -                  | -                  |             | -           | -           | 15     | 2      |
| 2022-2023       | Santa Clara       | PL              | 4          | 2          | CP+CdL          | 0               | 0               |                    | -                  | -                  |             | -           | -           | 4      | 2      |
| Totale carriera | Totale carriera   | Totale carriera | 51         | 6          |                 | 1               | 0               |                    | 2                  | 0                  |             | -           | -           | 54     | 6      |

## Palmarès

### Club

#### Competizioni statali
- Campionato Gaúcho: 2

Grêmio: 2020, 2022